# Чемпионат Казахстана по волейболу среди мужчин
Чемпионат Казахстана по волейболу среди мужчин — ежегодное соревнование мужских волейбольных команд Казахстана. Проводится с сезона 1992/93.
Соревнования проходят в трёх дивизионах — Национальной лиге и высших лигах «А» и «Б».

## Формула соревнований
В сезоне 2024/25 чемпионат в Национальной лиге проходил в 3 этапа — предварительный, квалификационный и плей-офф. На предварительной стадии команды играли в три круга турами. Две лучшие команды напрямую вышли в полуфинал плей-офф. Команды, занявшие на предварительной стадии места с 3-го по 8-е в квалификационном раунде были разделены на две группы, в которых провели однокруговые турниры. Победители групп также вышли в полуфинал плей-офф. В плей-офф 4 команды по системе с выбыванием определили итоговую расстановку мест. Плей-офф проводился в Павлодаре. Серии матчей проходили до двух побед одного из соперников.
За победы со счётом 3:0 и 3:1 команды получают по 3 очка, за победы 3:2 — по 2, за поражения 2:3 — по 1, за поражения со счётом 0:3 и 1:3 очки не начисляются. 
В Национальной лиге 2024/25 играли 9 команд: «Жайык» (Уральск), «Актобе», «Жетысу» (Талдыкорган), «Павлодар», «Буревестник-Алматы» (Алма-Ата), «Атырау», «Тараз», «Есиль» (Петропавловск), «Ушкын» (Кокшетау). Чемпионский титул выиграл «Жайык», победивший в финальной серии «Актобе» 2-1 (2:3, 3:2, 3:1). 3-е место занял «Атырау».

## Чемпионы
- 1993 «Азамат» Алма-Ата
- 1994 «Азамат» Алма-Ата
- 1995 «Булат» Темиртау
- 1996 ЦСКА-«Азамат» Алма-Ата
- 1997 ЦСКА Алма-Ата
- 1998 «Жайык» Уральск
- 1999 ЦСКА Алма-Ата
- 2000 ЦСКА Алма-Ата
- 2001 ЦСКА Алма-Ата
- 2002 «Конденсат» Уральск
- 2003 «Атырау»
- 2004 «Атырау»
- 2005 «Рахат»-ЦСКА Алма-Ата
- 2006 «Рахат» Алма-Ата
- 2007 «Рахат» Алма-Ата
- 2008 «Алматы»
- 2009 «Алматы»
- 2010 «Алматы»
- 2011 «Алматы»
- 2012 «Алматы»
- 2013 «Алматы»
- 2014 «Конденсат-Жайыкмунай» Уральск
- 2015 «Тараз»
- 2016 «Алтай» Усть-Каменогорск
- 2017 «Алтай» Усть-Каменогорск
- 2018 «Сарматы-Атырау» Атырау
- 2019 «ТНК-Казхром» Хромтау
- 2020 «Буревестник-Алматы» Алма-Ата
- 2021 «Буревестник-Алматы» Алма-Ата
- 2022 «Атырау» Атырау
- 2023 «Павлодар»
- 2024 «Тараз»
- 2025 «Жайык» Уральск